# Russell Richardson
Russell Richardson (* vor 1999) ist ein US-amerikanischer Schauspieler.

## Leben
Richardson steht seit dem Jahre 1999 vor der Kamera. Er begann mit kleineren Rollen, bevor er 2000 im Film Tigerland eine größere Rolle erhielt. Es folgten Auftritte in verschiedenen US-amerikanischen Filmen und Fernsehserien, u. a. war er an der Seite von Robert Downey Jr. in Iron Man zu sehen. Ab 2014 wirkte er in der US-Serie Criminal Minds mit und verkörperte die Figur des Cormack in Call of Duty: Advanced Warfare mittels Motion Capture-Verfahren. In Call of Duty: WWII lieh er erneut einer Figur der Spielreihe die Stimme und auch im 2018 erschienenen Spiel Marvel’s Spider-Man war er als Jefferson Davis zu hören.

## Filmografie (Auswahl)
- 1999: Ancient Evil: Scream of the Mummy
- 1999: Ragdoll
- 2000: Tigerland
- 2002: JAG – Im Auftrag der Ehre (JAG, Fernsehserie, 1 Episode)
- 2002: Die Entscheidung – Eine wahre Geschichte (The Rookie)
- 2002: Boston Public (Fernsehserie, 2 Episoden)
- 2003: Prenups
- 2003: Die Parkers (The Parkers, Fernsehserie, Episode 4x18)
- 2006: Without a Trace – Spurlos verschwunden (Without a Trace, Fernsehserie, 1 Episode)
- 2008: Iron Man
- 2009: CSI: Miami (Fernsehserie, 1 Episode)
- 2010: Dark Blue (Fernsehserie, Episode 2x08)
- 2011: Detroit 1-8-7 (Fernsehserie, Episode 1x14)
- 2011: Rizzoli & Isles (Fernsehserie, 1 Episode)
- 2013: Navy CIS (NCIS, Fernsehserie, 1 Episode)
- 2013: Space Soldiers
- 2013: Getting Back to Zero
- 2014–2015: Criminal Minds (Fernsehserie, 2 Episoden)
- 2015: Navy CIS: New Orleans (NCIS: New Orleans, Fernsehserie, 1 Episode)
- 2017: Wisdom of the Crowd (Fernsehserie, Episode 1x02)
- 2018: Congo Cabaret

## Weblink
- Russell Richardson bei IMDb

| Personendaten    | Personendaten                  |
| ---------------- | ------------------------------ |
| NAME             | Richardson, Russell            |
| KURZBESCHREIBUNG | US-amerikanischer Schauspieler |
| GEBURTSDATUM     | vor 1999                       |